# Římskokatolická farnost Choltice
Římskokatolická farnost Choltice je zaniklým územním společenstvím římských katolíků v pardubickém vikariátu královéhradecké diecéze.

## O farnosti

### Historie
Farnost byla v Cholticích zřízena až v roce 1786. Farním kostelem byla stanovena zámecká kaple svatého Romedia. V obci působili dva kněží - farář a zámecký kaplan, kteří působili ve společném bohoslužebném prostoru. V souvislosti s Tolerančním patentem se k nekatolickému vyznání v Cholticích přihlásil pouze jediný člověk, ostatní obyvatelé zůstali katolíky.

### 21. století
Farnost neměla sídelního duchovního správce a byla administrována excurrendo z Přelouče a z Lipoltic. Jejími administrátory byli:
- 23. října 2007–31. července 2019 Mgr. Ľubomír Pilka
- 1. srpna 2019–31. července 2021 R.D. ThLic. Miloslav Paclík
- 1. srpna 2021–31. prosince 2024 Mgr. Zdeněk Skalický

Dne 31. prosince 2024 farnost úředně zanikla, jejím právním nástupcem je od 1. ledna 2025 farnost Lipoltice.
| Kostel                             | Místo           | Bohoslužba                                             | Bohoslužba                                             | Poznámka                      |
| ---------------------------------- | --------------- | ------------------------------------------------------ | ------------------------------------------------------ | ----------------------------- |
| Kostel svatého Romedia             | Choltice        | z důvodu opravy střechy bohoslužby do odvolání zrušeny | z důvodu opravy střechy bohoslužby do odvolání zrušeny | filiální, bývalý farní kostel |
| Kaple Panny Marie                  | Jedousov        | neslouží se pravidelně                                 | neslouží se pravidelně                                 | obecní kaple                  |
| Kostel svatého Michaela archanděla | Valy-Lepějovice | neslouží se pravidelně                                 | neslouží se pravidelně                                 | filiální kostel               |